# Comitatul Ponoka, Alberta
Comitatul Ponoka, din provincia Alberta, Canada  este un district municipal situat central în Alberta. Districtul se află în Diviziunea de recensământ 8. El se întinde pe suprafața de 2,807.94 km2  și avea în anul 2011 o populație de 8,856 locuitori.
Cities Orașe
--
Towns Localități urbane
- Ponoka
- Rimbey

Villages Sate
--
Summer villages Sate de vacanță
- Parkland Beach

Hamlets
- Bluffton
- Hoadley
- Leedale
- Maskwacis

Hamlets, cătune
Așezări
- Alberta Hospital
- Crestomere
- Frank Subdivision
- Homeglen
- Lavesta
- Menaik
- Morning Meadows Subdivision
- Nugent
- Paulson Pasture
- Pleasant Hill Subdivision
- Rimbey Ridge Estates
- Springdale
- Sunnyside
- Tristram
- Viewmar Estates
- Willesden Green
- Woodland Park

1. 1 2  Population and dwelling counts, for Canada, provinces and territories, and census subdivisions (municipalities), 2016 and 2011 censuses – 100% data (în engleză), 20 februarie 2019